# أوستين جونسون
أوستين جونسون (بالإنجليزية: Austin Johnson)‏ هو لاعب كرة قدم أمريكية أمريكي، ولد في 16 يونيو 1989.

## وصلات خارجية
- أوستين جونسون على موقع مرجع كرة القدم المحترفة.كوم (الإنجليزية)